# 律则河
律则河是云南省金沙江水系普渡河的一条支流，位于昆明市西山区团结街道境内，发源于棋盘山，向西流经龙潭坝子，在律则社区汇入螳螂川。流域面积92.8平方千米，全长15公里。